# Eugénio Ricardo Monteiro de Almeida
Eugénio Ricardo Monteiro de Almeida CvC • CvSE (Lisboa, São João da Praça, 8 de julho de 1826 — Lisboa, Anjos, 23 de novembro de 1898) foi um compositor português e professor do Conservatório Real de Lisboa. É hoje em dia mais conhecido por ter sido o compositor do Hino da Restauração, marcha patriótica comemorativa da Restauração da Independência.
De origens humildes, nasceu e foi batizado na freguesia de São João da Praça, em Lisboa. Foi discípulo de Francisco Xavier Migoni, a quem viria a suceder na sua aula de harmonia e contraponto a partir de 1857.
Teve abundante produção como compositor, nomeadamente música sacra (destacando-se uma grande missa a quatro vozes e orquestra completa para a festa de Santa Cecília) e música teatral, quase toda feita para o Teatro da Rua dos Condes, onde durante muitos anos foi chefe de orquestra.
Por ocasião da morte precoce do rei D. Pedro V em 1861, Monteiro de Almeida escreveu um Libera me a três vozes e pequena orquestra para a cerimónia fúnebre. No ano seguinte, em junho de 1862, o Conservatório mandou celebrar umas exéquias comemorando o aniversário da morte de Migoni, tendo-se executado aquele Libera me pela segunda vez. O professor de canto António Porto, impressionado com a obra de Monteiro de Almeida, pediu-lhe a partitura para que pudesse mostrá-la a Gioachino Rossini, em Paris, para onde iria a breve trecho. Rossini escreveu-lhe honrosa apreciação em junho de 1863: "Sinto prazer em declarar que este Libera me Domine é um trabalho musical cheio de um sentimento religioso e de uma clareza que muito honra o seu autor. As vozes são tratadas por mão de mestre e não sei como elogiar suficientemente a sobriedade do acompanhamento orquestral." Este elogio, feito por uma sumidade como Rossini, influiu enormemente no crédito de Monteiro de Almeida, que ficou considerado um dos mais eminentes compositores portugueses, e respeitado como o primeiro mestre da época.
Ainda em 1861, compôs as músicas para a peça teatral 1640 ou a Restauração de Portugal; para acompanhar o final apoteótico da peça, uma representação da aclamação de D. João IV, Monteiro de Almeida fez diligências para encontrar música própria da época, mas infrutiferamente. Por este motivo, a composição que acabou por produzir, o Hino da Restauração, fez um estrondoso sucesso e passou também a ser executada por inúmeras bandas, já fora dos teatros, ganhando vida própria como canção patriótica que até aos nossos dias marca presença nas comemorações oficiais da Restauração da Independência.
Traduziu os tratados de harmonia, contraponto e fuga de Anton Reicha e fez um resumo do tratado de melodia do mesmo autor, obras que foram adotadas no Conservatório desde o tempo de Migoni. Escreveu e publicou ainda um Compêndio Elementar de Música, adotado igualmente no Conservatório.
Monteiro de Almeida fez parte da Direção do Montepio Filarmónico, por alturas da grande dissidência de 1878, e colaborou nos estatutos feitos nessa época e propôs grande número de medidas que contribuiram para salvar financeiramente a instituição.
Por mercê do rei D. Luís I, em 3 de junho de 1870 foi feito Cavaleiro da Ordem Militar de Cristo, e, em 29 de julho de 1880 foi feito Cavaleiro da Antiga, Nobilíssima e Esclarecida Ordem de Sant'Iago do Mérito Científico Literário e Artístico.
Faleceu em 23 de novembro de 1898 aos 72 anos, já reformado. O funeral foi muito concorrido; o féretro (com o cadáver vestido com o uniforme de músico da Real Câmara, e com as suas comendas e medalhas de prémio ao peito) saiu da sua casa na Calçada Agostinho de Carvalho num carro funerário até ao Cemitério Ocidental, onde foi depositado no jazigo de família. No préstito fizeram-se representar as orquestras dos teatros da Trindade, Avenida, Príncipe Real, e o sexteto do Gymnasio, o Montepio de Santa Cecília, e a direção do Montepio Filarmónico.